# Laoshan Taiqing Gong

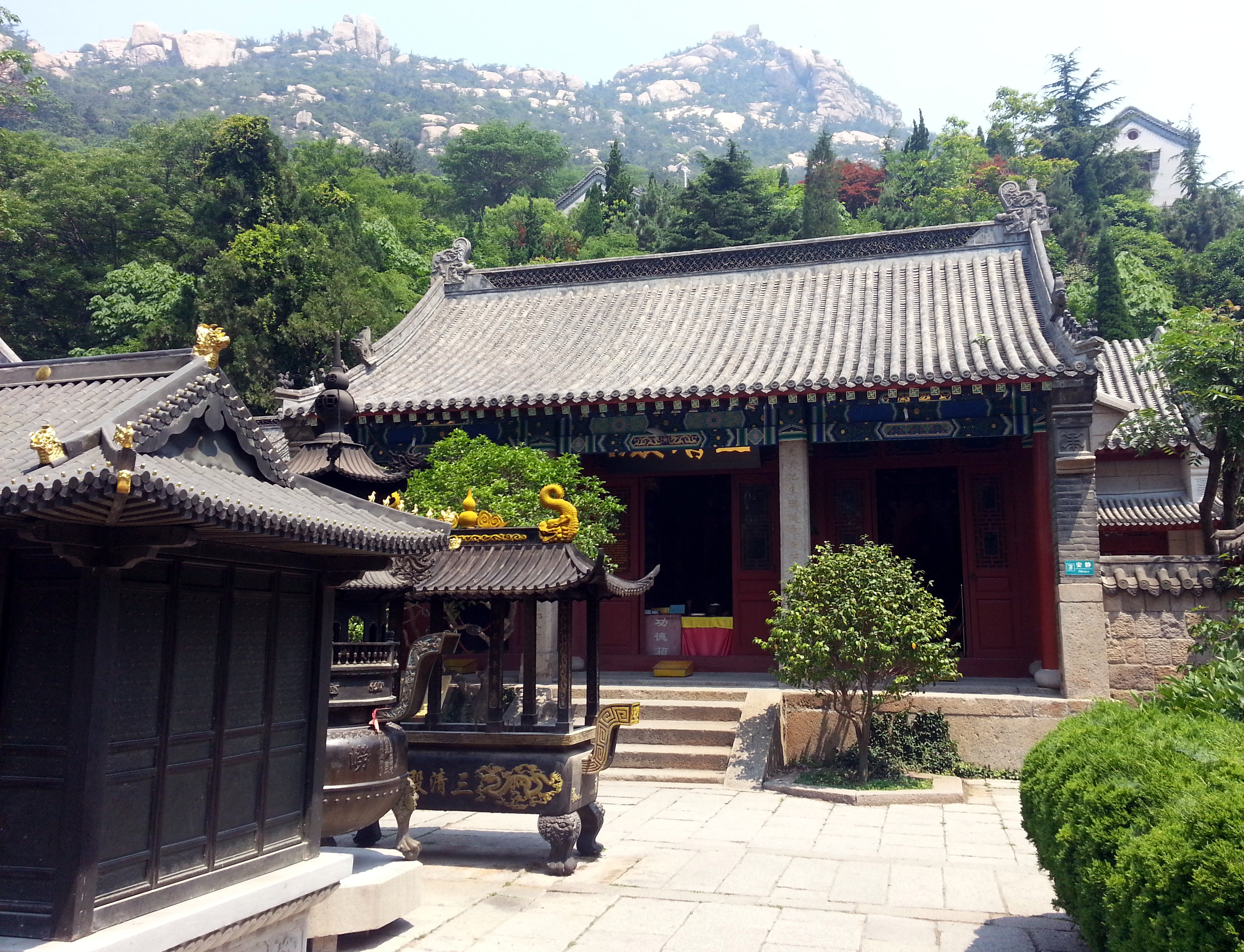
Taiqing Tempel im Laoshangebirge in China bei Qingdao

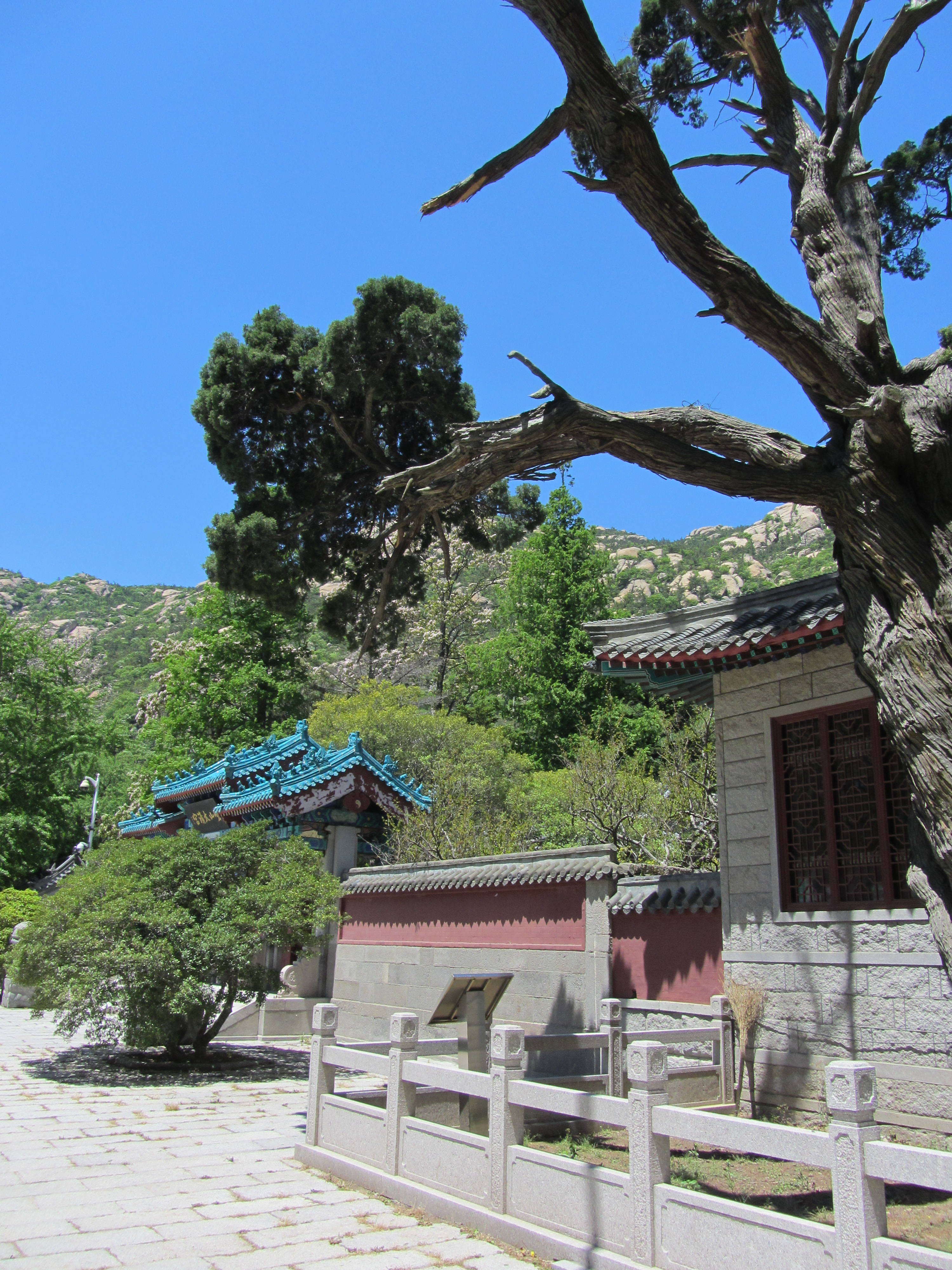
Taiqing Tempel in China, im Laoshangebirge bei Qingdao.

Der Laoshan Taiqing Gong oder "Taiqing-Tempel im Laoshan-Gebirge" (chinesisch 嶗山太清宮 / 山東青島市, Pinyin Láoshān Tàiqīng Gōng, englisch Taiqing Palace/Supreme Clarity Temple on Mt. Lao), kurz Taiqing Gong (太清宮 / 太清宫 – „Tempel der Höchsten Klarheit“) ist ein im Gebirge Laoshan  (Lao Shan) auf dem Gebiet der chinesischen Stadt Qingdao in der Provinz Shandong befindlicher wichtiger daoistischer Tempel, der auch auf der Liste der 21 wichtigsten daoistischen Tempel des chinesischen Staatsrates steht. Er wurde 140 zuerst erbaut.